# FK Bashkimi (1947–2008)
FK Bashkimi foi uma equipe macedônia de futebol com sede em Kumanovo. Disputava a primeira divisão da República da Macedónia (Macedonian Prva Liga).
Seus jogos são mandados no Gradski Stadium Kumanovo, que possui capacidade para 7.000 espectadores.

## História
O FK Bashkimi foi fundado em 1947.